# Ejido Palo Gacho
Ejido Palo Gacho är en ort i Mexiko.   Den ligger i kommunen Acateno och delstaten Puebla, i den sydöstra delen av landet, 210 km öster om huvudstaden Mexico City. Ejido Palo Gacho ligger 388 meter över havet och antalet invånare är 461.
Terrängen runt Ejido Palo Gacho är kuperad åt nordost, men åt sydväst är den platt. Runt Ejido Palo Gacho är det ganska tätbefolkat, med 104 invånare per kvadratkilometer. Närmaste större samhälle är Tlapacoyan, 12,0 km söder om Ejido Palo Gacho. Omgivningarna runt Ejido Palo Gacho är en mosaik av jordbruksmark och naturlig växtlighet.